# 류형
류형(柳珩, 1566년 ~ 1615년)은 조선 중기의 무신이다. 본관은 진주(晉州), 휘는 형(珩), 자는 사온(士溫), 호는 석담(石潭), 시호는 충경(忠景)이다. 삼도수군통제사를 역임하였다.

## 생애
1566년 탄생하였다. 1592년(선조 25) 임진왜란이 일어나자 의병장 김천일(金千鎰)의 휘하에 들어가 강화도와 한강변 등에서 활약하였고, 이어 선조가 피란한 의주(義州)의 행재소(行在所)에 가서 선전관(宣傳官)이 되었다.
1594년 무과에 급제하여 남해현감이 되고, 1597년 정유재란 때 원균(元均)이 패전하였다는 소식을 듣고 통곡하면서, 삼도수군통제사 이순신(李舜臣)의 막료가 되어 수군재건에 노력하였다. 남해 앞바다에서의 전투에서는 명나라 제독 진린(陳璘)과 이순신의 곤경을 구하기도 하였다. 노량해전에서 적탄에 맞아 부상을 입고도 전사한 이순신을 대신하여 전투를 지휘한 사실이 왕에게 알려져 부산진 첨절제사(釜山鎭僉節制使)에 발탁되었다.
그는 이순신의 신망이 두터운 인물로 1600년에 경상우도 수군절도사로 임명되었으며, 1602년 삼도수군통제사가 되었다. 다시 충청도 병마절도사를 거쳐, 1609년(광해군 1) 함경도 병마절도사로 회령부사를 겸하였다. 이어서 경상도 병마절도사·평안도 병마절도사를 역임하고, 황해도 병마절도사 재임 중인 1615년에 죽었다.

## 사후
사후에 해남의 민충사(愍忠祠)에 제향되었다.

## 평가
그는 용병(用兵)에 능하고, 특히 통제영(統制營)의 기계설비와 회령·경성의 축성 등 적을 방어하기 위한 군사시설의 확립에 주력하였다.

## 가계
- 조부 : 류진동(柳辰仝), 공조판서

## 관련 문화재
- 류형장군 호패 - 세종특별자치시 유형문화재 제14호
- 충경공 류형 신도비 - 세종특별자치시의 향토문화유산 제67호

| 전임 이시언 | 제5대 삼도수군통제사 1602년 1월 - 1603년 2월 | 후임 이경준 |